# NGC 2708
NGC 2708 este o emission-line galaxy⁠(d) situată în constelația Hidra. A fost descoperită în 6 ianuarie 1785 de către William Herschel. Se află la o distanță de 40,55 de megaparseci de Pământ.